# Kolonia Lisowice
Kolonia Lisowice [pronunciación en polaco: /kɔˈlɔɲa lisɔˈvit͡sɛ/] es una localidad situada en el municipio (gmina) de Działoszyn, en el distrito de Pajęczno, voivodato de Lodz, Polonia. Según el censo de 2021, tiene una población de 534 habitantes.